# Gerard Jones
Gerard Jones – nauruański lekkoatleta i sztangista.
Jones jest obecnym rekordzistą Nauru w rzucie młotem i w rzucie dyskiem oraz byłym rekordzistą w pchnięciu kulą. Wszystkie tytuły ustanowił w 1994 roku. Zdobył srebrny medal Micronesian Games 1994 w rzucie dyskiem (rzucił na odległość 39,62 m).
W tym samym roku wystąpił w podnoszeniu ciężarów na Igrzyskach Wspólnoty Narodów 1994. Jego wynik w dwuboju, tj. 237,5 kg (100 kg w rwaniu i 137,5 kg w podrzucie), dał mu ósme miejsce w najcięższej kategorii wagowej + 108 kg. W latach późniejszych był krajowym trenerem podnoszenia ciężarów.

## Rekordy życiowe w lekkoatletyce
- Pchnięcie kulą – 12,60 m (20 lutego 1994, Meneng), były rekord Nauru[6][2][7]
- Rzut dyskiem – 39,62 m (1994, Mangilao), rekord Nauru[6][2][3]
- Rzut młotem – 32,80 m (31 stycznia 1994, Meneng), rekord Nauru[6][2]